# POKÉMON 名偵探皮卡丘
《POKÉMON 名偵探皮卡丘》是一部2019年美日兩國合拍的真人動畫動作冒險奇幻懸疑片，由羅勃·萊特曼執導並與丹·埃爾南德斯（Dan Hernandez）、班傑·薩米特（Benji Samit）、德里克·康納利共同撰寫劇本。改編自2016年電子遊戲《名偵探皮卡丘》，由華納兄弟、傳奇娛樂和寶可夢公司共同製作。由萊恩·雷諾斯、賈斯特·史密斯、凱瑟琳·紐頓和渡邊謙主演。於2019年5月10日在美國上映。

## 劇情
故事發生在寶可夢世界，地表最強的寶可夢超夢從寶可夢綜合實驗室逃出來時造成偵探哈利·古德曼的車禍事故。其21歲的兒子提姆·古德曼原本夢想成為寶可夢訓練家，但母親去世，父親哈利又因為警務工作而與他分隔兩地，讓提姆放棄了成為寶可夢訓練家的夢想，轉為從事保險業務員工作。某一天，他接到哈利在查案時殉職的消息。
提姆來到哈利的工作地點萊姆市，這個城市禁止寶可夢對戰並力求人類與寶可夢和平共處並一起生活。跟哈利的好友吉田探長會談後，提姆前往父親的公寓並遇見想成為記者的露西·史蒂芬斯及其寶可夢搭檔可達鴨，露西認為哈利的死必有蹊蹺。提姆在父親的房間裡遇見一隻皮卡丘，這隻戴獵鹿帽的皮卡丘竟然會說人類的話，但只有提姆能聽得懂。在這之前提姆不小心打開了裝有名為「R」的紫色有害氣體的試管，一群長尾怪手因此發狂攻擊他和皮卡丘，幸好他們平安脫困。皮卡丘表示自己是失憶的名偵探，也是哈利的寶可夢搭檔。他堅信哈利還活著，而哈利留給他的獵鹿帽可以做為線索。他們找上露西協助調查，露西表示哈利曾出現在萊姆碼頭。
在審問哈利的線人魔牆人偶後，他們循線去參加地下競技場的非法寶可夢對戰，競技場的主人賽巴斯汀的噴火龍原來之前曾被皮卡丘打敗過，因此賽巴斯汀要求再戰，但皮卡丘忘了如何使用技能，而噴火龍吸了賽巴斯汀給的「R」後變得十分兇暴。在提姆支援皮卡丘的過程中，賽巴斯汀不小心放出了大量的「R」並使得在場所有寶可夢暴動，提姆隨後遭到逮捕，但他已經從賽巴斯汀口中問出「R」的源頭是某位博士。
提姆就父親未死一事與吉田探長發生爭執，但吉田讓他看了哈利出車禍的影像，表示無人能從此種災難中生還。之後，提姆和皮卡丘在萊姆市的建造者霍華·克里夫的助理諾曼女士的帶領下見到霍華，他展示了哈利發生意外的影像，指出這起案件的兇手是最近在實驗室逃走的超夢，霍華還要提姆注意自己的兒子羅傑·克里夫，並聲稱羅傑才是克里夫企業和萊姆市的實質控制者。
提姆、皮卡丘、露西和可達鴨潛入哈利先前調查的實驗室，發現賽巴斯汀提到的那位安·羅倫博士拿超夢做實驗，這隻超夢在二十年前從關都地區脫逃，而哈利受羅倫博士委託尋回超夢。提姆等人闖入實驗室的行動被發現，他們遭甲賀忍蛙追擊，在可達鴨擋下攻擊後，他們穿過一群巨大土台龜，但皮卡丘在過程中受重傷，提姆設法和妙蛙種子溝通，在他們的帶領下，提姆帶皮卡丘來到森林深處，在那裏等候他們到來的超夢治好皮卡丘，但在超夢說明自己的目的前就被羅傑捕捉帶走。皮卡丘認為自己因超夢而背叛哈利便離開了他，而其他人回到萊姆市找霍華。
皮卡丘經過哈利出車禍的區域時在那裏發現飛水手裡劍，推測攻擊哈利的兇手不是超夢而是霍華派出的甲賀忍蛙，便趕回萊姆市。在提姆找到霍華時，霍華已經將自己的意識轉移到超夢上，結合「R」和超夢的能力，可以將人類和他們的寶可夢融合，藉此讓人類透過寶可夢更加容易進化。超夢體內的霍華開始在萊姆市大規模散佈R，皮卡丘趕到後以電擊招式對抗超夢。同時，提姆發現先前自己遇見的羅傑實際上是諾曼女士，也是一隻百變怪，而真正的羅傑早已被囚禁。提姆用「R」制伏了百變怪，並在皮卡丘的掩護下破壞霍華的設備，讓超夢脫離霍華的控制。
超夢使用能力讓一切恢復原狀，而霍華也遭到逮捕。羅傑對露西的表現印象深刻，決定錄用她做專職記者。接著超夢透露他實際上是透過讓哈利跟皮卡丘融合來治療哈利，在超夢讓哈利復原後，提姆和他修復了父子關係，並表示考慮轉行成為偵探。

## 演員
- 萊恩·雷諾斯 飾 皮卡丘（擔任動作捕捉和配音員）[參⁠ 8]／哈利·古德曼（Harry Goodman）
  - 大谷育江 飾 皮卡丘的叫聲（配音員）
- 西島秀俊 飾 皮卡丘（日語配音員）
- 賈斯特·史密斯[參⁠ 9] 飾 提姆·古德曼（Tim Goodman）
- 凱瑟琳·紐頓[參⁠ 10] 飾 露西·史蒂芬斯（Lucy Stevens）
- 渡邊謙 飾 吉田英雄（Lt. Hideo Yoshida）[參⁠ 11]
- 奧馬爾·查帕羅（英语：Omar Chaparro） 飾 賽巴斯汀（Sebastian）
- 卡蘭·索尼 飾 傑克（Jack）
- 比爾·奈伊 飾 霍華·克里夫（Howard Clifford）
- 克里斯·格爾（英语：Chris Geere） 飾 羅傑·克里夫（Roger Clifford）
- 蘇琪·沃特豪斯 飾 諾曼女士（Ms. Norman）
- 瑞塔·奥拉 飾 安·羅倫博士（Dr. Ann Laurent）

另外，知名DJ迪波洛在片中以真人的身份演出，而竹內涼真則客串飾演寶可夢訓練家（角色原型為原作遊戲的主角赤紅），亦是提姆·古德曼的日語配音員。

## 製作
2016年4月，據《好萊塢報導》報導稱，華納兄弟、索尼影視娛樂和傳奇影業均在爭奪電子遊戲《寶可夢》電影改編權。2016年7月20日，在《Pokemon the movie XY&Z 波爾凱尼恩與機關人偶 瑪機雅娜》上映四天後，傳奇影業宣布已經獲得了寶可夢系列的真人電影改編權，並計畫於2017年開始製作。同年，製片公司宣布電影劇本將由艾力克斯·赫希和妮可·帕爾曼負責撰寫。狄恩·伊斯拉利特、勞勃·羅里葛茲和提姆·米勒都正在會談擔任導演。該片在日本由東寶發行，而海外地區則由環球影業負責發行。2016年11月30日，據Deadline報導，傳奇影業選擇羅勃·萊特曼來執導該片拍攝。
2017年10月15日，製片公司宣布拍攝計畫將於2018年1月開始。據透露，赫希並未參與劇本的最終稿編寫，其劇本主要由帕爾曼和萊特曼共同撰寫。

### 選角
2017年11月，賈斯特·史密斯將飾演人類的角色。凱瑟琳·紐頓則在同月時被宣布將其擔任女主角。2017年12月6日，製片公司宣布萊恩·雷諾斯將飾演偵探皮卡丘（動作捕捉和配音）這一角色。此外，製片公司也曾考慮過让巨石強森、馬克·華伯格和休·傑克曼來飾演這一角色。
2018年1月19日，製片公司宣布渡邊謙也將加入演出，而比爾·奈伊和克里斯·格爾也於同月參演。
在各地配音方面中，日本吹替由西岛秀俊为侦探皮卡丘配音人員，竹内凉真为提姆配音人員，而飯豐萬理江則为露西配音人員。中国大陆版本由雷佳音為侦探皮卡丘角色進行配音工作。香港版本則由鄭中基聲演皮卡丘，方力申聲演少年提姆。至於台灣尚無當地配音版本。

### 拍攝
2018年1月15日，製片商在英國倫敦進行電影的主要攝影計畫。

## 發行
2017年12月11日，環球宣布電影將於2019年5月10日在美國上映。2018年7月25日，華納兄弟宣布將從環球影業接手該片的全球發行權（中國大陸和日本除外），上映日則不變。

## 評價
電影得到了褒貶不一的評價，生物設計和雷諾斯的表演受到好評，但回收情節而得到了些批評。爛番茄根據303條評論，獲得68%的新鮮度，平均得分6.00／10。在Metacritic上，根據48條評論，電影獲得了53分。據CinemaScore調查，觀眾的平均評價於A+至F間落於「A-」。在雅虎日本上，根據795條評論，電影平均得分3.95／5。

## 票房
截至2019年5月10日，在美國和加拿大的票房收入超過了2070萬美元，在其他地區的票房為4340萬美元，全球票房達到6410萬美元。

### 北美
在美國及加拿大，這部電影與《托爾金傳》、《老太啦啦队》和《詐騙女神》同日發行，首日票房為2010萬美元，其中包括週四晚間首映的570萬美元。這是遊戲改編電影的史上最高紀錄，直到隔年被《音速小子》所超越。

### 其他地區
日本方面，上映四天票房達到9.48億日圓，僅次於《名偵探柯南：紺青之拳》與《復仇者聯盟：終局之戰》，位居該週第三位。
台灣方面，首日票房為新台幣986萬元；首週四天票房為新台幣6260萬元；次週票房累計至新台幣1.2億元；第三週票房累計至新台幣1.45億元；第四週票房累計至新台幣1.54億元；最終全台票房為新台幣1.6億元。
中國大陸方面，上映兩日即宣布票房突破2億人民幣。蟬聯2周冠軍，累计票房6.39億人民幣。
马来西亚方面，上映一周票房突破8200万令吉并登上票房冠军，而打败了《復仇者聯盟：終局之戰》蟬聯2周冠軍。
香港及新加坡方面，上映首周票房皆居第二，不敵《復仇者聯盟：終局之戰》。
| 上一届： 《復仇者聯盟：終局之戰》  | 2019年台北週末票房冠軍 第19週        | 下一届： 《捍衛任務3：全面開戰》 |
| 上一届： 《復仇者聯盟4：終局之戰》 | 2019年中国內地一周票房冠军 第18-19週 | 下一届： 《阿拉丁》              |

## 續集取消
2019 年 1 月，在《偵探皮卡丘》上映前幾個月，傳奇娛樂宣布續集已經在開發中，奧倫·烏齊爾簽約擔任編劇 。然而，在 2021 年 5 月 3 日，史密斯對於續集說道：“我認為我們必須埋葬我們的希望。我認為這不會發生但我真的希望發生。”。

## 註解
1. ↑  傳奇東方影業持有中國大陸發行權[參⁠ 1]，但依官方外片政策由中國電影集團進口，中影股份、華夏電影聯合發行。
2. 中國大陸暫譯「精灵宝可梦：大侦探皮卡丘」。
3. 譯名問題見「精靈寶可夢中文版命名爭議」。
4. 臺灣前譯「精靈寶可夢：名偵探皮卡丘」[參⁠ 5]。
5. ↑   註:

## 外部連結
- 官方网站
- 互联网电影数据库（IMDb）上《POKÉMON 名偵探皮卡丘》的资料（英文）
- Metacritic上《POKÉMON 名偵探皮卡丘》的資料（英文）
- 爛番茄上《POKÉMON 名偵探皮卡丘》的資料（英文）
- AllMovie上《POKÉMON 名偵探皮卡丘》的资料（英文）
- Box Office Mojo上《POKÉMON 名偵探皮卡丘》的資料（英文）
- 開眼電影網上《POKÉMON 名偵探皮卡丘》的資料（繁體中文）
- 豆瓣电影上《POKÉMON 名偵探皮卡丘》的資料 （简体中文）
- 时光网上《POKÉMON 名偵探皮卡丘》的資料（简体中文）